# Kabinet-Baum

Wapen van Thüringen

Het kabinet-Baum regeerde van 23 januari 1930 tot 7 juli 1932 over de Duitse deelstaat Thüringen. Het kabinet stond ook bekend als het kabinet-Baum-Frick en was de eerste regering in Duitsland waaraan de NSDAP (nazipartij) deelnam.
| Ambt                            | persoon                                                              | partij                  |
| ------------------------------- | -------------------------------------------------------------------- | ----------------------- |
| Leidend staatsminister          | Erwin Baum                                                           | Landbund/Landvolk       |
| Binnenlandse Zaken              | Wilhelm Frick tot 1 april 1931 Erwin Baum vanaf 22 april 1931        | NSDAP Landbund/Landvolk |
| Justitie                        | Wilhelm Kästner                                                      | WP                      |
| Financiën                       | Erwin Baum                                                           | Landbund/Landvolk       |
| Economische Zaken               | Wilhelm Kästner                                                      | WP                      |
| Onderwijs                       | Wilhelm Frick tot 1 april 1931 Wilhelm Kästner vanaf 22 april 1931   | NSDAP WP                |
| Staatsraad (voor Sondershausen) | Theodor Bauer                                                        | DVP                     |
| Staatsraad (voor Rudolstadt)    | Franz Fürth                                                          | WP                      |
| Staatsraad (voor Meiningen)     | Karl Kien tot 1 april 1931 Friedrich Döbrich vanaf 22 april 1931     | DNVP Landvolk           |
| Staatsraad (voor Weimar)        | Willy Marschler tot 1 april 1931 Erich Mackeldey vanaf 22 april 1931 | NSDAP Landbond          |
| Staatsraad (voor Reuss)         | Erich Port tot 22 april 1931 Karl Baumgärtel vanaf 22 april 1931     | Landbond DVP            |